# Herbert Guhr
Herbert Guhr (* 24. März 1917 in Hennigsdorf, heute Pęgów; † 20. Oktober 1985 in Erlangen) war ein deutscher Gartenbauunternehmer und Politiker (FDP).
Guhr studierte Gewerbelehre in Breslau, wurde im Arbeitsdienst eingesetzt und war danach Soldat im Zweiten Weltkrieg, wobei er mehrfach verwundet wurde. Es folgten zwei Gesellen- und zwei Meisterprüfungen, anschließend studierte er Naturwissenschaften, Jura und Volkswirtschaft mit Promotion in Erlangen. Von 1945 bis 1950 arbeitete er als Gewerbelehrer an der Berufsschule und Berufsoberschule in Erlangen und beteiligte sich gleichzeitig am Wiederaufbau des Gartenbaubetriebes, den sein Vater in Breslau im Krieg verloren hatte; auch baute er einen Erdbeerspezialbetrieb auf.
Guhr war Obermeister der Gartenbaugruppe Erlangen, gehörte dem Steuer- und Rechtsausschuss des Bayerischen Gärtnereiverbands an und war Vorsitzender des Vereins Wohnstift Rathsberg sowie des Vereins Wohnstift am Tiergarten in Nürnberg. Der Kreisverbandsvorsitzende der FDP, gehörte dem Stadtrat von Erlangen an und war dort stellvertretender Bürgermeister. Von 1970 bis 1974 war er in den Bayerischen Landtag gewählt wurden.